# Ese oscuro objeto del deseo
Ese Oscuro Objeto del Deseo ou Cet Obscur Objet du Désir (Brasil: Esse Obscuro Objeto do Desejo / Portugal: Este Obscuro Objecto do Desejo) é uma coprodução cinematográfica franco/espanhola de 1977, do gênero comédia dramática, dirigida por Luis Buñuel e estrelada por Fernando Rey e Carole Bouquet.